# Cent vint
El nombre 120 (CXX) és el nombre natural que segueix el nombre 119 i precedeix el nombre 121.
La seva representació binària és 1111000, la representació octal 170 i l'hexadecimal 78.
La seva factorització en nombres primers és 23×3×5; altres factoritzacions són 1×120 = 2×60 = 3×40 = 4×30 =5×24 = 6×20 = 8×15 = 10×12.
És el nombre triangular d'ordre 15.
Es pot representar com a la suma de dos nombres primers consecutius: 59 + 61 = 120.
És el nombre més petit que es pot expressar com a producte d'enters consecutius de dues maneres diferents: 120 = 2 × 3 × 4 × 5 = 4 × 5 × 6. És un nombre d'Erdős-Woods.

## En altres dominis
- És el nombre atòmic de l'unbinili.